# Zonsverduistering van 30 april 2041

Animatie zonsverduistering
op 30 april 2041

De totale zonsverduistering van 30 april 2041 trekt veel over zee, maar is achtereenvolgens te zien in deze vijf Afrikaanse landen: Angola, Democratische Republiek Congo, Oeganda, Kenia en Somalië. 

## Lengte

### Maximum
Het punt met maximale totaliteit ligt op zee, vlak voor de kust van Angola en vlak bij de stad Luanda. Het duurt 1m50,5s.

### Limieten
| Fenomeen                    | Code | Tijdstip UTC |
| --------------------------- | ---- | ------------ |
| Eerste contact bijschaduw   | P1   | 09:10:49.4   |
| Eerste contact kernschaduw  | U1   | 10:14:03.8   |
| Kernschaduw compleet vanaf  | U2   | 10:14:20.7   |
| Bijschaduw compleet vanaf   | P2   | 11:45:16.0   |
| Maximum eclips              | GE   | 11:50:43.1   |
| Bijschaduw compleet t/m     | P3   | 11:56:38.9   |
| Kernschaduw compleet t/m    | U3   | 13:27:22.2   |
| Laatste contact kernschaduw | U4   | 13:27:33.7   |
| Laatste contact bijschaduw  | P4   | 14:30:51.1   |